# ウオクイコウモリ
ウオクイコウモリ（魚食蝙蝠、Noctilio leporinus）は哺乳綱翼手目ウオクイコウモリ科に属すコウモリ。

## 分布
中央アメリカから南アメリカ東部・中央部。

## 形態
体長は9-10cm、前腕長は8-9cm。後脚には鋭い爪がある。毛は濃橙～褐色～灰色で、背中に沿って白いスジ模様がある。

## 生態
森林や川の近くに生息する。鋭い爪のある後脚で、川や河口の水面にいる魚や甲殻類などを捕らえる。地面にいる節足動物などを捕らえることもある。夜行性で、群れで暮らす。妊娠期間は60-70日、産子数は1。